# Суля
Суля́ (араб. ثلاء‎) — небольшой город в Йемене, расположенный на полпути между городами-братьями Шибам и Каукабан на юге и городом Амран на севере в одноимённой мухафазе. От Суля до каждого из городов чуть более 10 км. Город Суля находится над уровнем моря на высоте около 2763 метров. Столица Сана находится примерно в 50 км на юго-восток.

## Описание города
Город расположен на квадратной формы холме к северо-западу от города Сана, в нижней части горной цепи, простирающейся на восток. Сегодняшний старый город занимает площадь в двадцать гектаров и окружён каменной стеной длиной около 1162 м, 5 до 7 м в высоту и 3 м в ширину, имеет 26 круглых сторожевых башен и 9 ворот. Около 600 каменных домов и все в одном стиле перемешаны с многочисленными мечетями, старейшая из которых построена в XII веке. Декор домов гармонирует и придаёт всему архитектурному ансамблю уникальность. Город считается очень красивым, построенным почти целиком из каменных домов. Некоторые дома имеют пять этажей. Камни для построек закупают в каменных карьерах, находящихся в непосредственной близости. Часто раствор не использовали в качестве связующего элемента. Стены, оконные рамы и двери искусно украшены.

## Климат
Суля расположен на территории с мягким климатом.

## История
Суля вместе с Шибамом и Каукабаном были главными населёнными пунктами Яфуридов в VII и VIII веках.
В XVI веке имам Мутаххар ибн Шараф ад-Дин устроил в Суле свою резиденцию, превратил её в неприступную крепость и отсюда организовал сопротивление турецким войскам, что способствовало росту его авторитета. В 1570—1575 годах эти земли были завоеваны Синан-пашой.

## Население
Население города Суля в 2004 году согласно переписи составило 7462 жителя.

## Статус Всемирного наследия
Это один из пяти городов Йемена, занесённый в Предварительный лист Всемирного наследия ЮНЕСКО. Датированный периодом государства Химьяр, город хорошо сохранился, словно законсервированный, и включает традиционные дома и мечети.
Это место было добавлено в Предварительный лист Всемирного наследия 8 июля 2002 года, в категории Культура.
Достопримечательности
- Городская стена XVII века
- Мечеть XIV века
- Крепость Мутаххар ибн Шараф ад-Дин

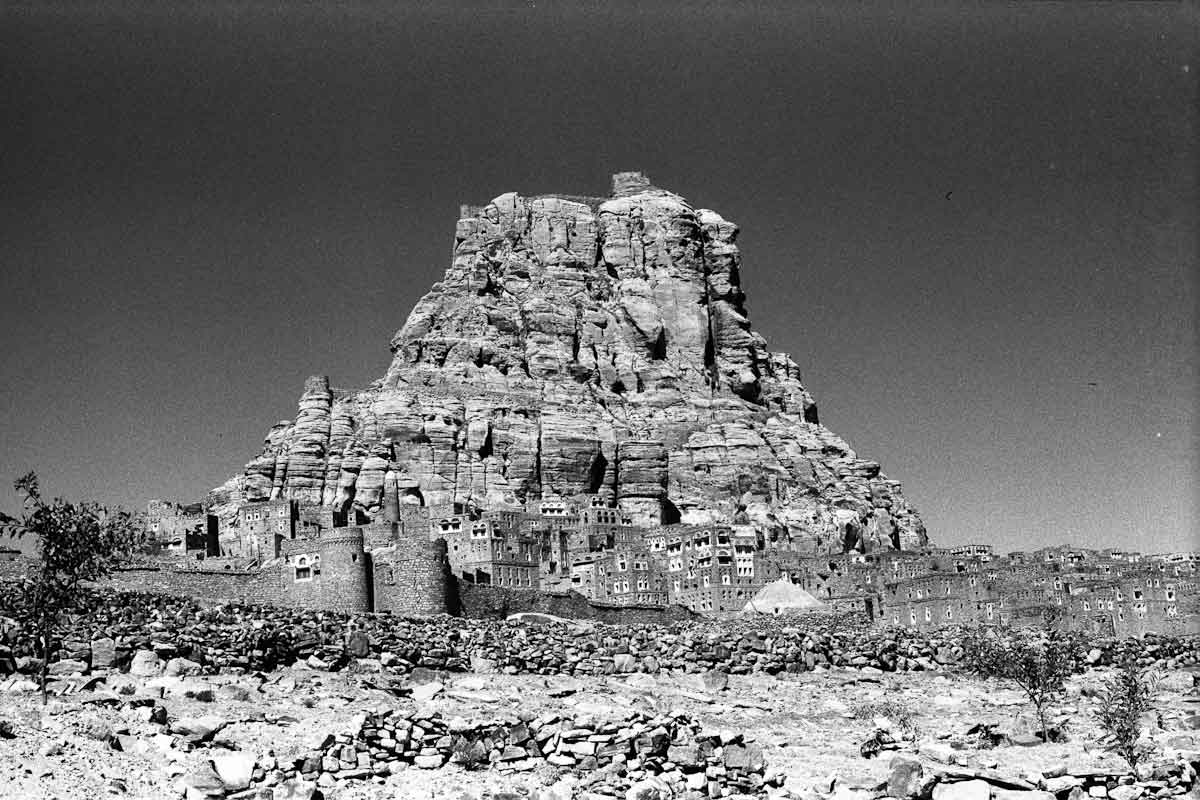
Суля. 1977 год
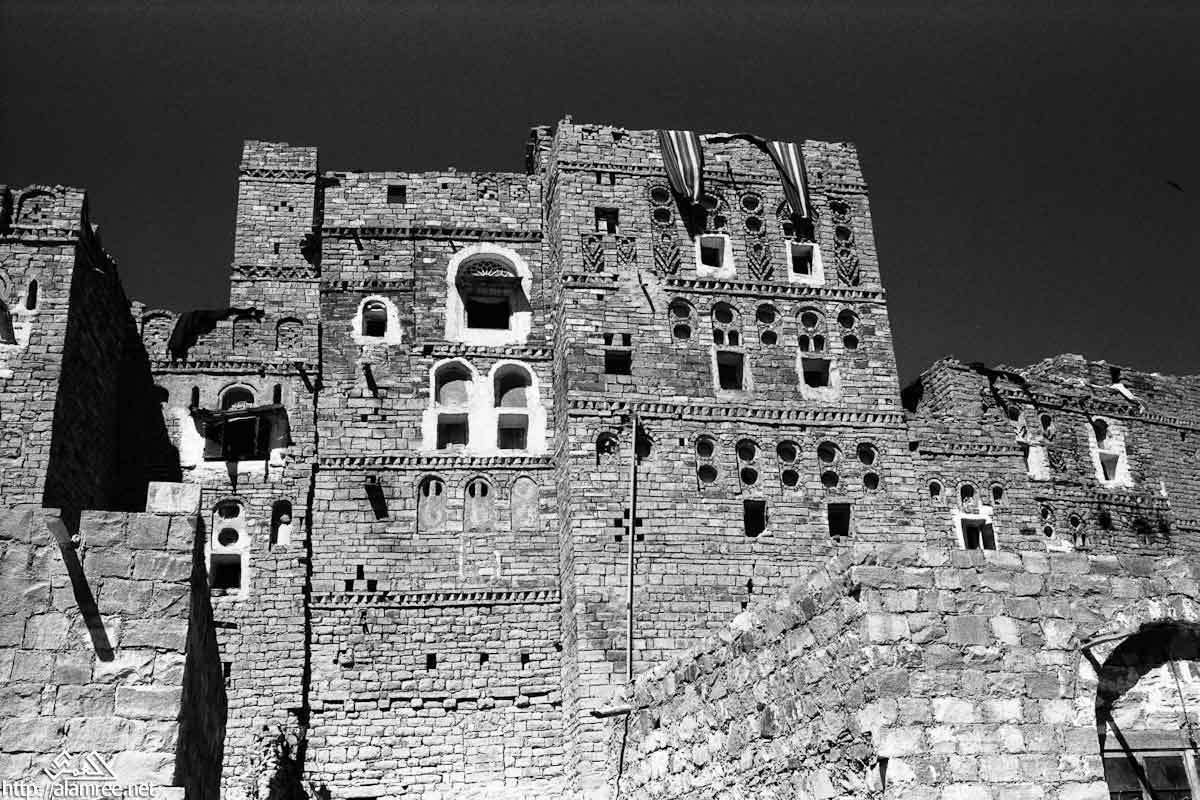
Дома. 1977 год
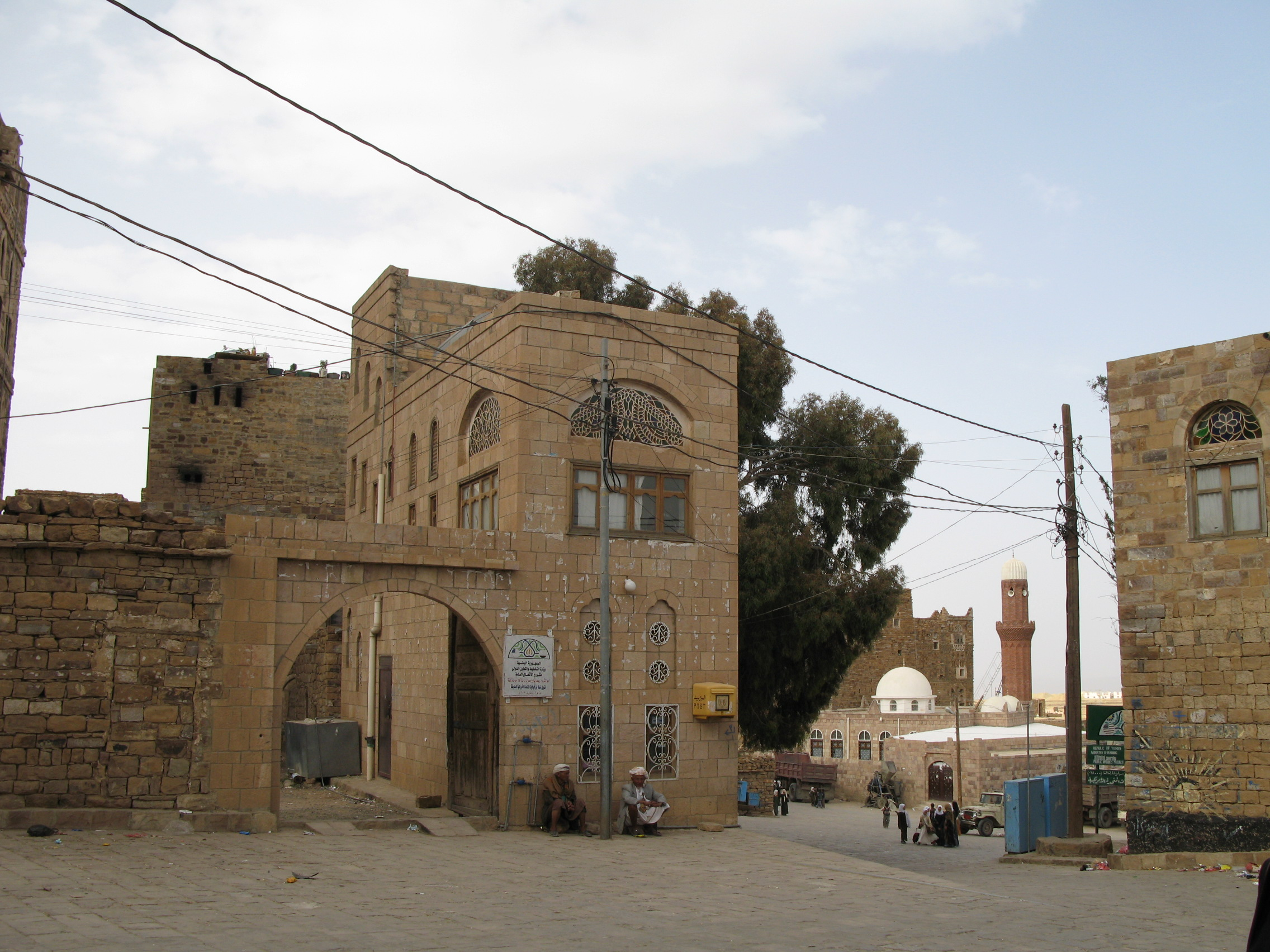
Суля. 2008 год
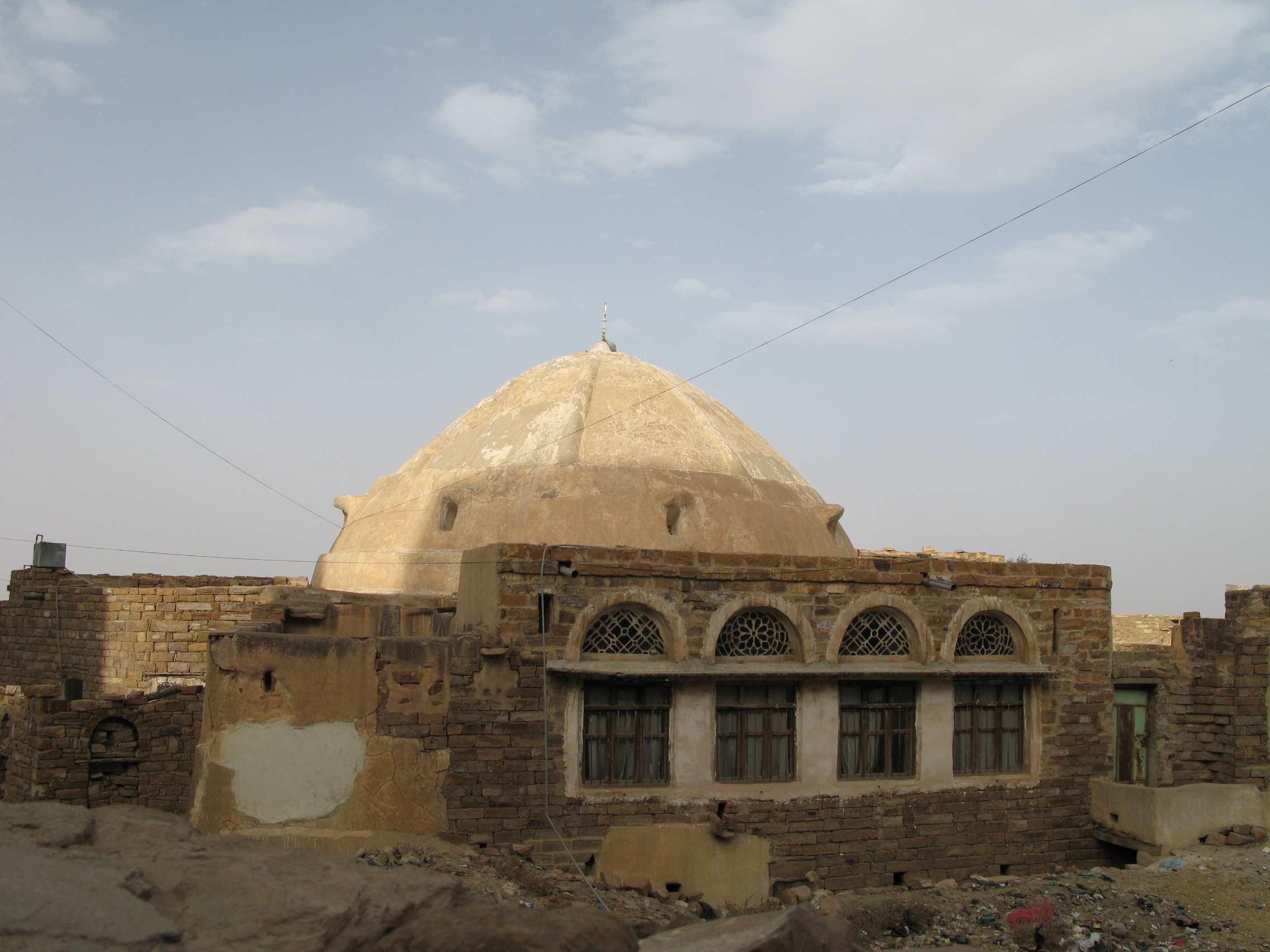
Баня в Суля. 2008 год.
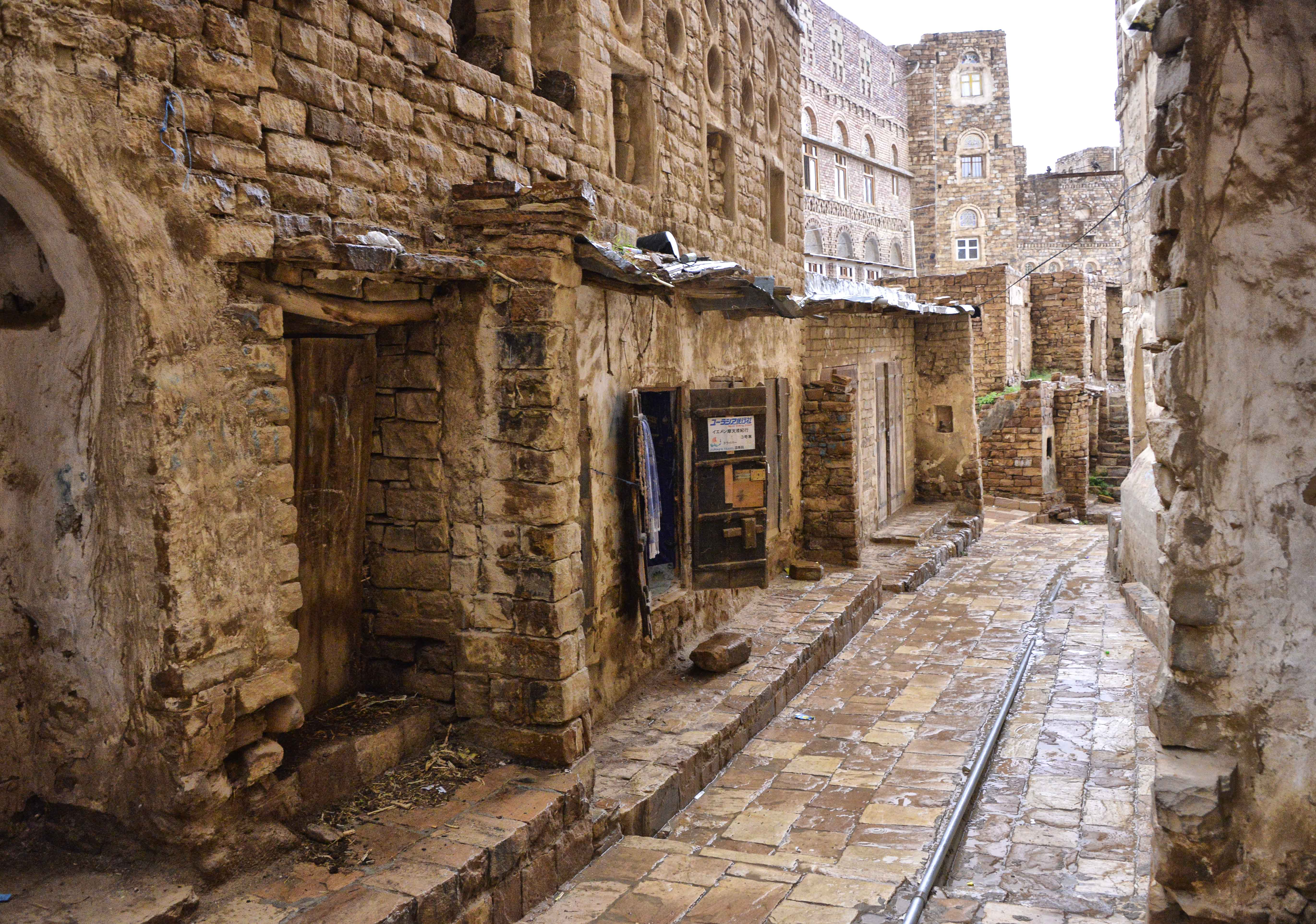
Улица в Суля. 2014 год
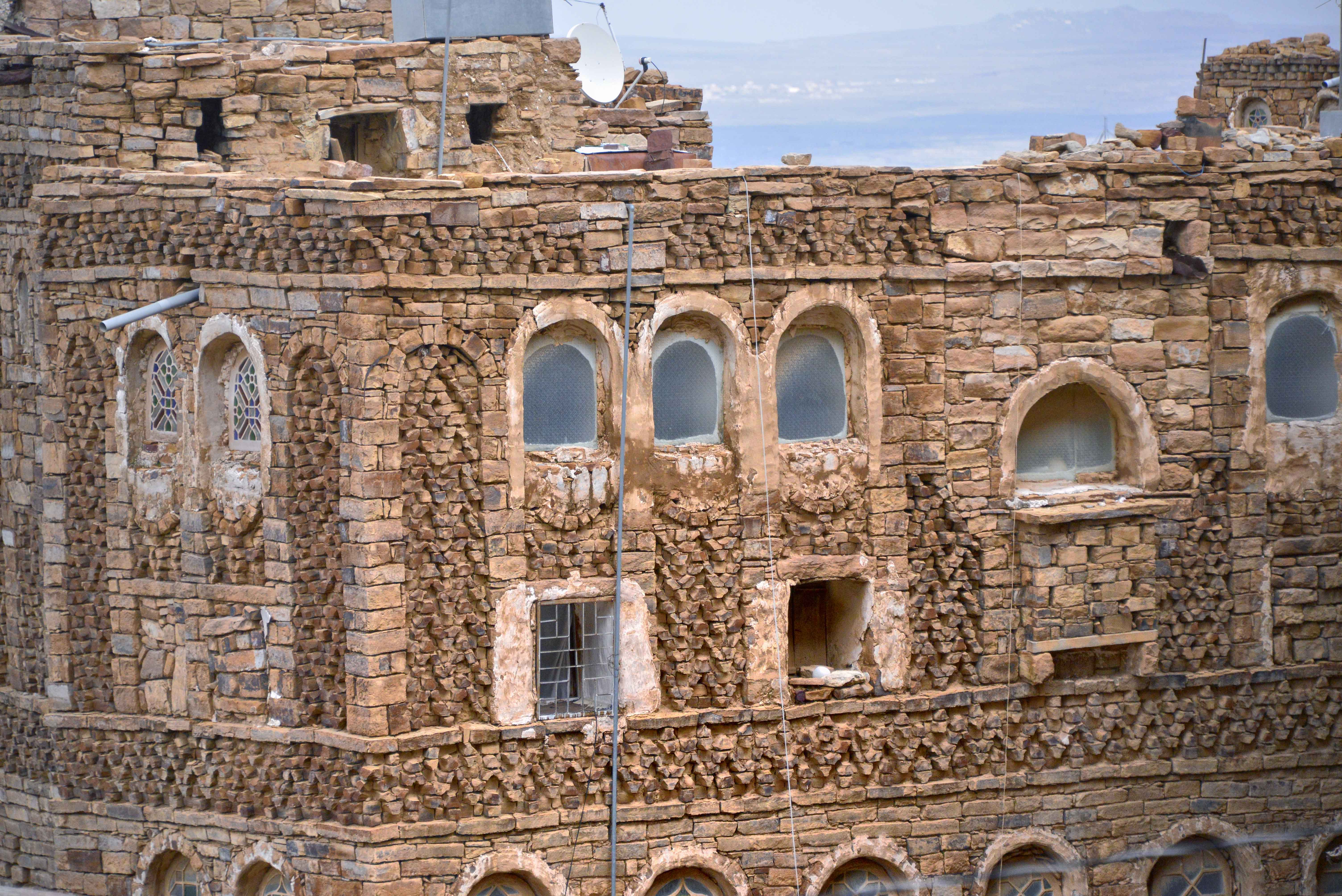
Окна и каменная кладка
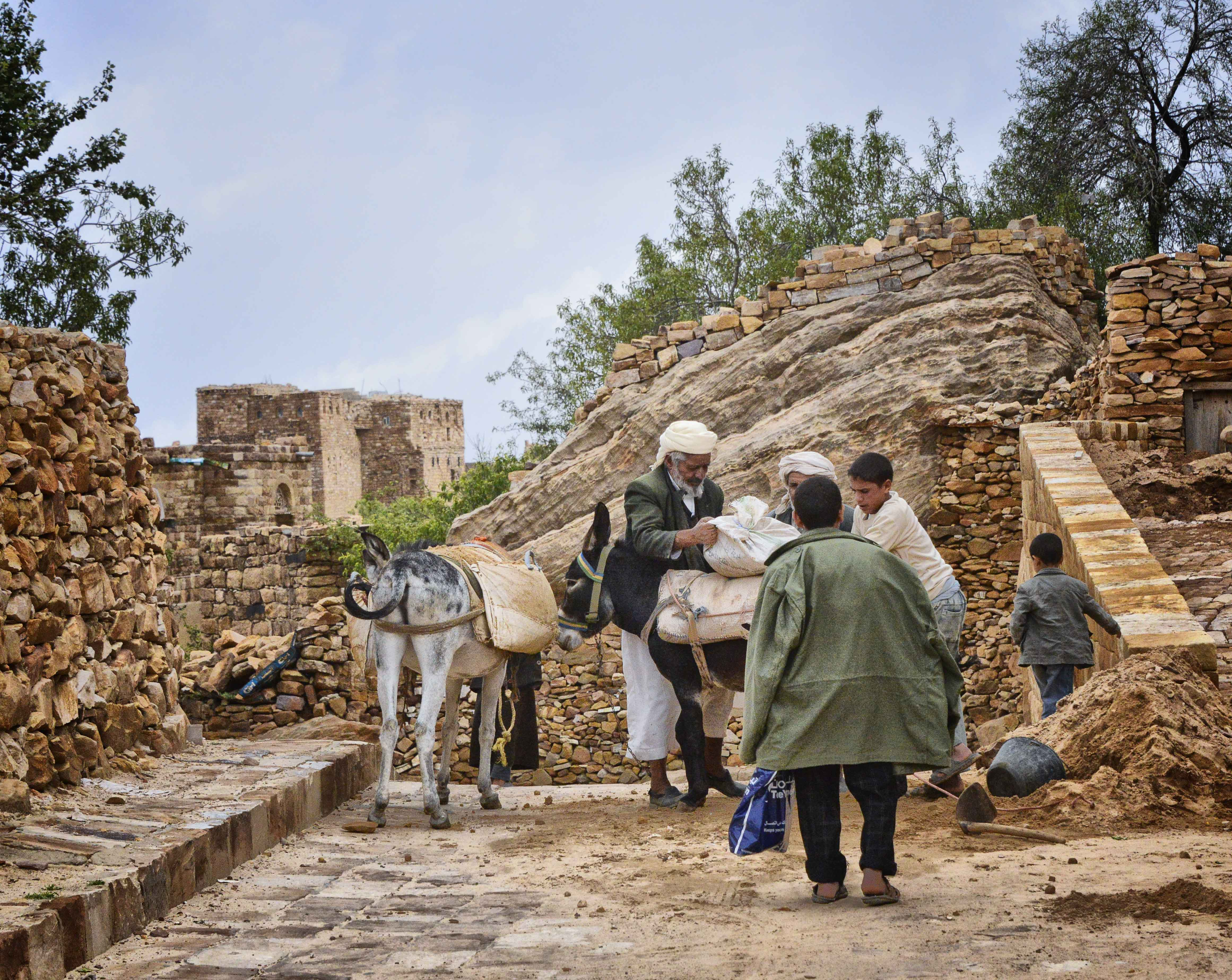
Перевозка в Суля в 2014 году
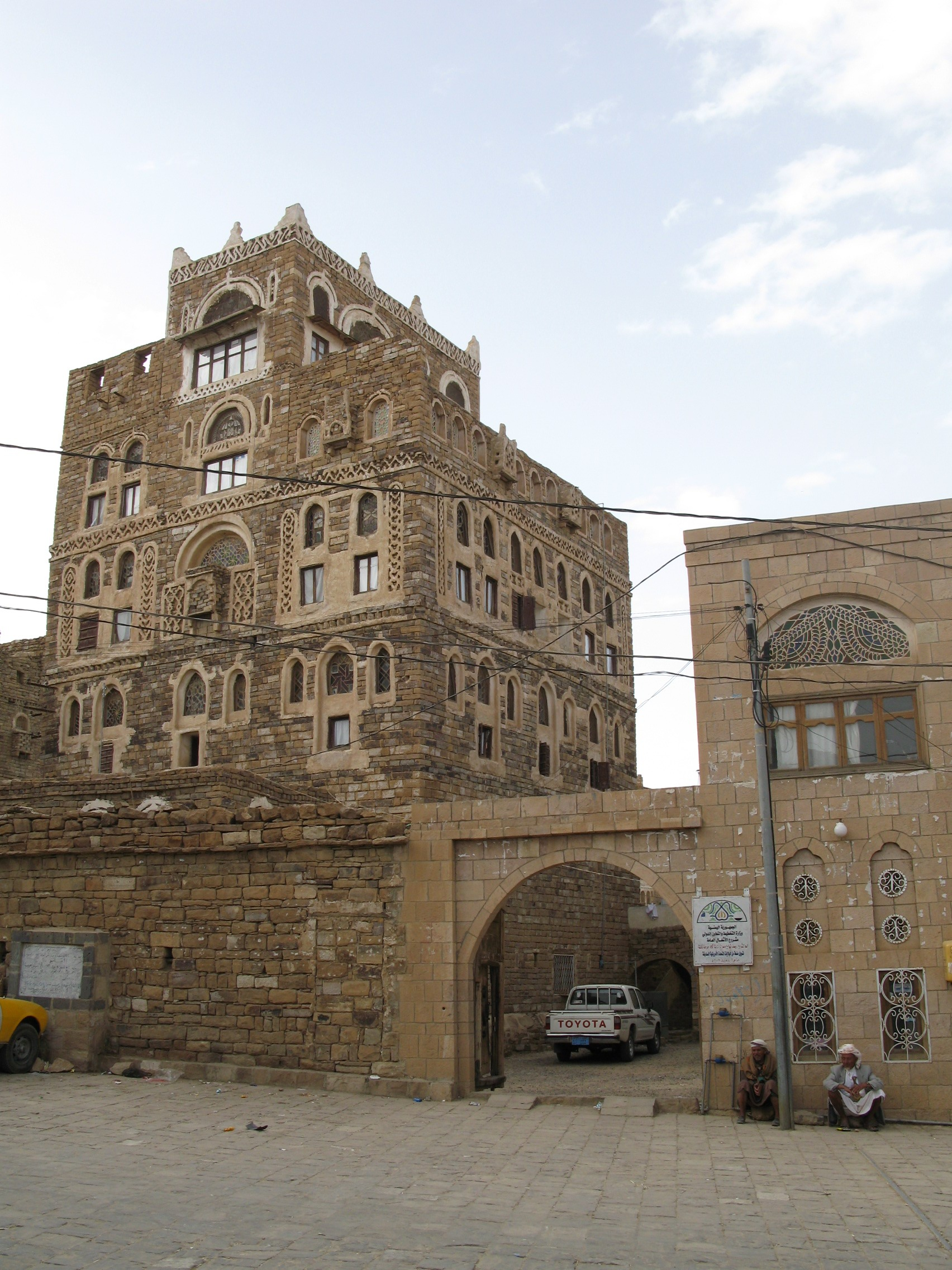
Дом в Суля. 2008 год
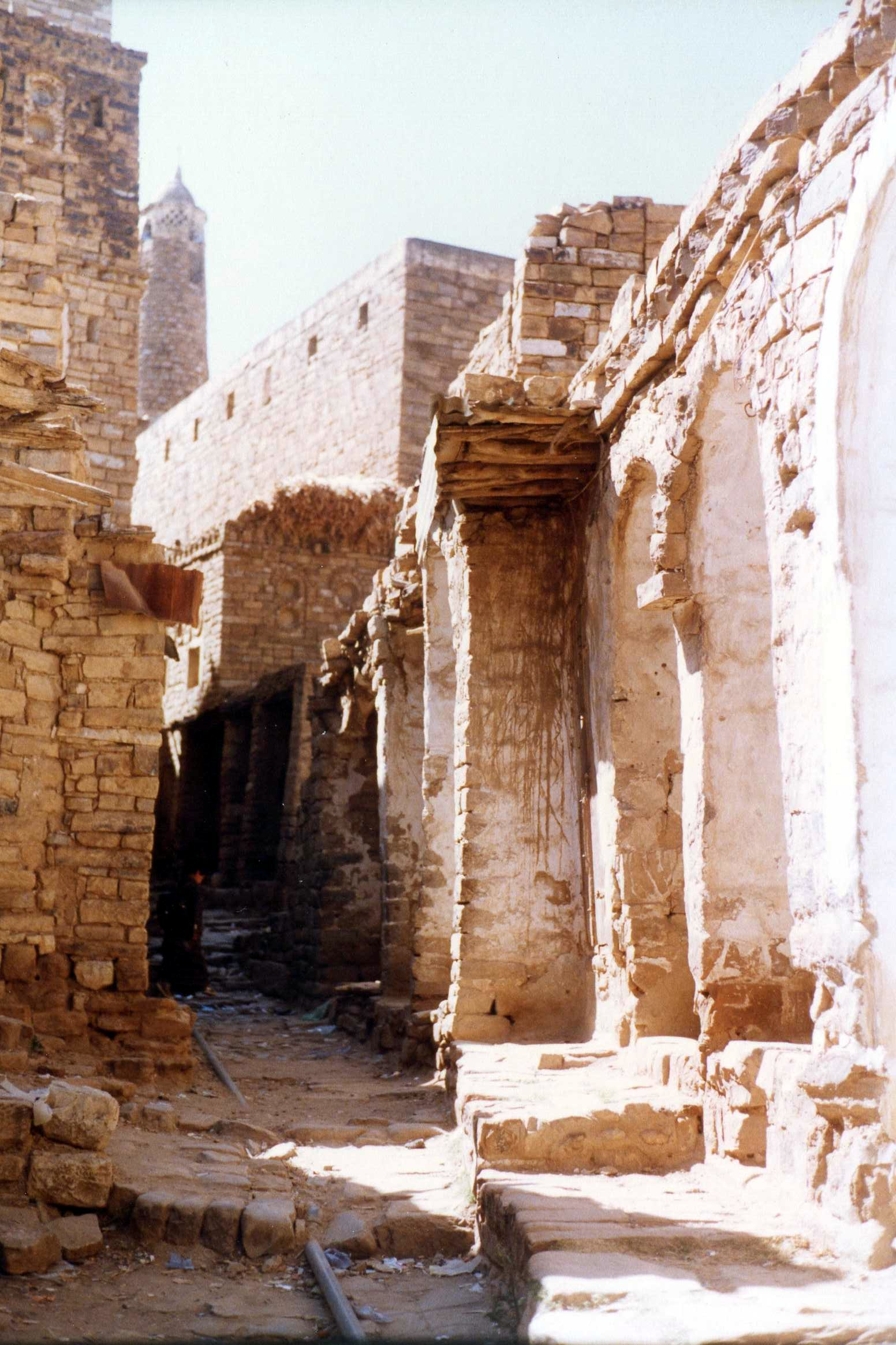
Старые стены города Суля. 2009 год
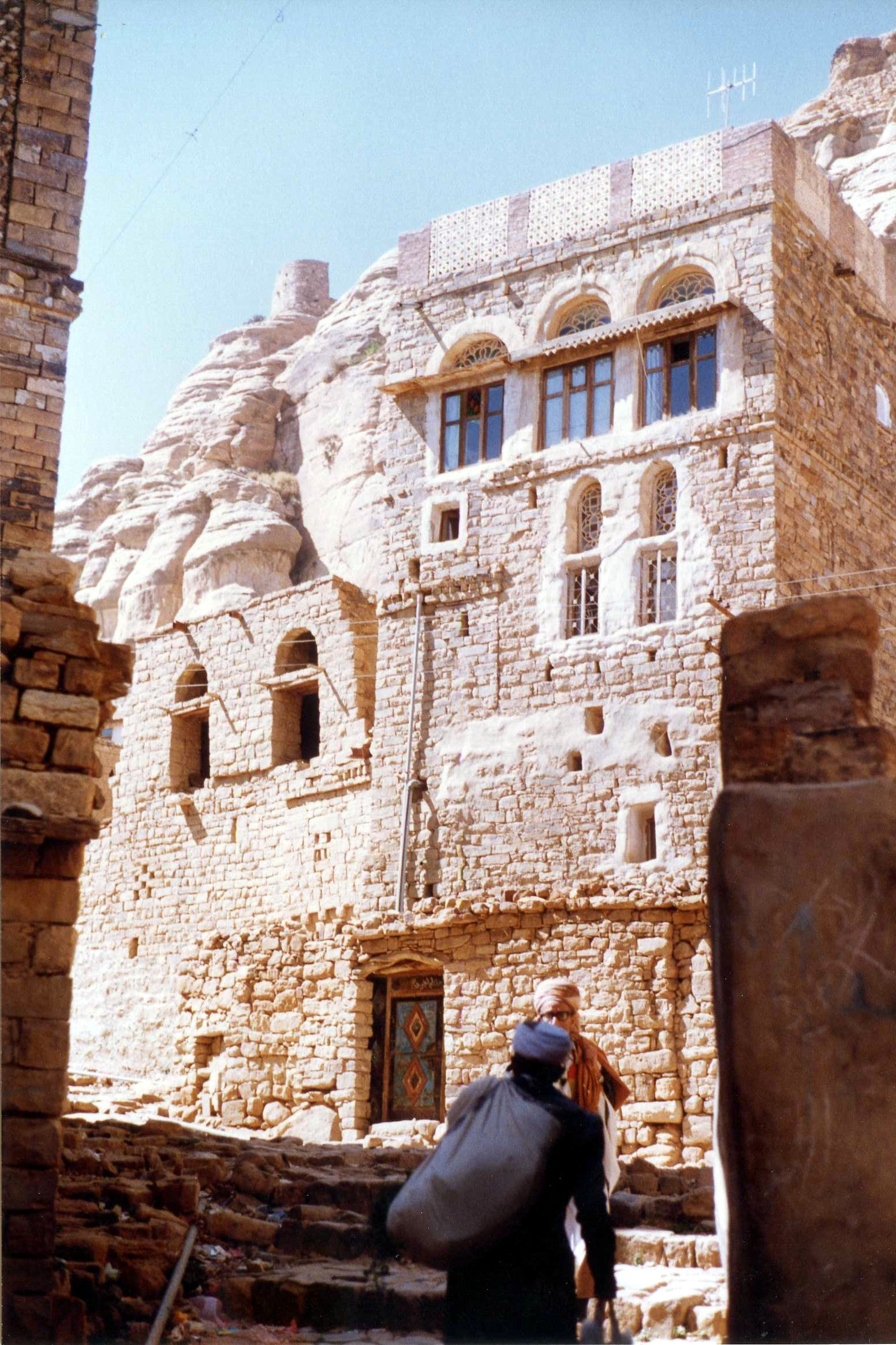
Улица в Суля. 2009 год